# ボイスパラダイス
ボイスパラダイスは、NHK-FMが2005年より放送を開始したラジオ特別番組である。なお、「ボイスパラダイス」は誤った表現であり、正式は「ボイス・パラダイス」である。

## 概要
主に、ゴールデンウィークや年末年始、お盆に不定期で放送される番組である。声優をゲストに迎え、いろいろな質問やトークをした後にゲスト声優の役にちなんだコント仕立てのドラマをする。ちなみにアニメソングはフルコーラスで流すことが多い。ゲスト声優も、今の大御所と言われる人が多く、リスナーのターゲットが30代後半以降ということがわかる。しかし、若手も使うことから若い人もターゲットに迎えていることもわかる。

## コーナー
ボイスバー
増山江威子演じるママがコロッケの注文した声をゲスト声優に演じさせて提供するというコーナー。
ボイパラアーカイブス
人気のあったものを再放送するというもの。

## 出演者
- コロッケ（タレント、パーソナリティ）
- 菊地美香（声優、vol.1 アシスタント）
- 野川さくら（声優、vol.2 - 4 アシスタント）
- こおろぎさとみ（声優、vol.5 アシスタント）
- 野中藍（声優、vol.6 アシスタント）
- 増山江威子（声優、ナレーション）

## 放送日
2005年
- vol.1：5月1日 23:10 - 25:00
- vol.2：12月29日・30日 16:00 - 17:30

2006年
- vol.3：5月3日 23:00 - 25:00
『今日は一日“アニソン”三昧』の第3部として放送。
- vol.4：12月30日・31日 24:00 - 26:00

2007年
- vol.5：8月16日・17日 9:20 - 11:00

2008年
- vol.6：1月4日 19:30 - 23:00

## ゲスト
Vol.1（2005年）
- 古谷徹
- 中村啓子
- 山寺宏一
- 麻上洋子
- 冨永みーな
- 池田昌子
- 西村ちなみ
- トニーヒロタ

Vol.2（2005年）
- 神谷明
- 浪川大輔
- 田中真弓
- 杉山佳寿子
- 永井一郎
- 井上喜久子
- 川田妙子

Vol.3（2006年）
- 日髙のり子
- 三ツ矢雄二（電話出演）
- 野沢雅子
- 田の中勇（電話出演）
- 石丸博也
- 折笠富美子

Vol.4（2006年）
- 矢島晶子
- 貴家堂子
- こおろぎさとみ
- 大平透
- 高山みなみ
- 緑川光

Vol.5（2007年）
- たてかべ和也
- 小原乃梨子
- 山本圭子
- 竹内順子
- 三石琴乃

Vol.6（2008年）
- 小山力也
- 太田淑子
- 山口勝平
- 日髙のり子（サプライズゲスト）